# Старозинов (Белопольский район)
Старозинов (укр. Старозінів) — село,
Бобрикский сельский совет,
Белопольский район,
Сумская область,
Украина.
Код КОАТУУ — 5920681004. Население по данным 1988 года составляло 50 человек.
Село ликвидировано в 2007 году.

## Географическое положение
Село Старозинов находится на расстоянии в 1,5 км от левого берега реки Бобрик.
В 1-м км расположено село Беликовка.

## История
- 2007 — село ликвидировано[1].

## Известные земляки
- Положий, Виктор Иванович — украинский писатель